# 麟魁
麟魁（1791年—1862年），字星臣，号梅谷，索綽羅氏，滿洲鑲白旗人，籍吉林乌拉地方。進士二甲第一名（傳臚），晚清大臣，授協辦大學士。

## 生平
嘉庆二十四年已卯科舉人（隶鑲白旗滿洲特通額佐領下），道光六年（1826年）高中進士二甲第一名（傳臚）（开创八旗进士史高第先例），選庶吉士，散館改刑部主事，遷中允。歷庶子、侍講學士、詹事、通政使、左副都御史。道光十八年，刑部左侍郎兼鑲紅旗漢軍副都統。十九年，浙江鄉試正考官，正紅旗滿洲副都統。二十一年，武英殿總裁、總管內務府大臣。二十二年，出署山東巡撫兼鑲藍旗漢軍都統。二十三年，擢禮部尚書，管理太常寺、鴻臚寺。時黃河在中牟決口，督修河工，堤壩屢潰，被革職召還。出任道光二十三年（1843）癸卯科、咸豐二年（1852）壬子科顺天乡试主考官。道光二十四年，以三等侍卫任叶尔羌参赞大臣；二十五年，乌里雅苏台参赞大臣。
道光二十七年，召授禮部侍郎，調刑部。二十八年，復授禮部尚書，兼翰林院掌院學士、鑲黃旗滿洲副都統。咸豐元年，察哈爾副都統。二年（1852年），在軍機大臣上行走，鑲黃旗漢軍副都統。七月，擢工部尚書。三年，調禮部，充總管內務府大臣，罷直軍機。五年，遷刑部尚書。七年，正藍旗蒙古都統。八年，復調禮部，授内大臣 (清朝)。十年，因謝恩奏摺失檢，被降調為刑部侍郎。同年秋天，英法聯軍內犯，被命署右翼總兵，充巡防大臣，主管京師西城治安。麟魁約束部下，組織民防，下令家家閉戶，堆積柴薪，事急即放火與敵人同歸於盡。十一年，遷左都御史，兼正白旗蒙古都統，不久升兵部尚書。同治元年（1862年），拜協辦大學士。不久，署陜甘總督，奉命與沈兆霖赴甘肅平亂，行至蘭州，數日遽卒，諡文端。《清史稿：列傳一百七十六》卷389有傳。著有《梦花书屋诗钞》。
家族世袭镶白旗满洲第四參領第六、七、八、九世管佐領（载《钦定八旗通志》卷11）。

## 家庭
- 始祖都爾古。“都爾古，鑲白旗人，世居吉林地方，原係本處貝勒，其孫喀爾喀瑪於國初来歸，編佐領，使統之……五世孫綽漢泰原係副護軍校”（据《八旗滿洲氏族通譜》卷45）。家族世袭镶白旗满洲第四參領第六世管佐領，此佐领“係國初以吉林地方來歸人丁編立，始以喀爾喀麻管理”；又世袭该参领第七、八、九世管佐领（据《钦定八旗通志》卷11）。
- 世祖。
- 世祖。同辈：喀爾喀瑪，國初来歸，首任镶白旗满洲第四參領第六世管佐領。
- 世祖。同辈：甘珠翰，从征河南江南等處，授三等輕車都尉（世职世袭载《钦定八旗通志：镶白旗满洲世职》卷286）。
- 太高祖。同辈：瑚尼雅，护军参领，从征湖广，授騎都尉，其子镶白旗满洲第四㕘领第九佐领瑚沙琥（又呼沙琥）袭世职。納密達，以军功授骑都尉；其弟和托，征乌龙江，阵亡（载《钦定八旗通志：忠义传》卷209）；納密達之叔之子薩穆哈襲世职，三遇恩詔加至一等輕車都尉，任步軍總尉兼佐領；薩穆哈子圖克善襲世职，歴任副都統兼佐領。
- 高祖。同辈：關岱、禪布俱原任佐領。
- 曾祖綽哈岱（又綽漢泰，都爾古族弟穆庫之五世孫），原係副護軍校。曾祖母佟佳氏。同辈：舒敏（又蘇敏、素敏），镶白旗满洲第四參領第八佐領，由護軍參領從征凖噶爾，在和通呼爾哈腦爾地方陣亡，授云骑尉世职。
- 祖父德克精額。祖母烏蘇氏。
- 父恆靜（又寧静，字遠齋），隶镶白旗满洲伊昌阿佐領下（据《钦定八旗通志》，属镶白旗满洲第四參領第八佐領，设于康熙八年（1669），由第四參領第六佐領分出），乾隆五十二年（1787）丁未繙繹舉人（载《钦定八旗通志》翻译科举人），戶部銀庫郎中、吏部文選司郎中兼公中佐領。母瓜爾佳氏。
- 胞弟麟桂，江蘇蘇松太道（1848-1851）、浙江及江苏布政使；任蘇松太道时期，涉及上海英、法、美租界的初期形成。胞兄麟瑞，兵部司務廳筆帖式。
- 族弟寶鋆，道光十八年（1838）進士，总管内务府大臣、武英殿大学士。其养子景灃，广州将军、光绪三十四年（1908）总管內務府大臣。侄子景星，科举人，湖北巡抚、福州将军。
- 原配妻他塔喇氏（父正红旗满洲、原兵部笔帖式奎文）、繼妻鈕祜祿氏（父鑲紅旗滿洲、戶部司務三多）、二继妻他塔喇氏（父正蓝旗满洲、江蘇蘇松督糧道舒谦，胞叔嘉庆六年（1801）进士秀堃，母内务府正黄旗汉军、乾隆壬辰（1772）进士张氏百齡之女）、三繼妻巴魯特氏（胞兄正藍旗蒙古、道光六年進士柏葰，堂兄道光壬午进士松福，父甘肅寧夏道宜清安；柏葰与麟魁进士二甲同榜）。
- 子恩壽（母二继妻他塔喇氏），特賜舉人，同治十三年（1874）進士，官至江苏与陝西巡撫。
- 孙女索綽絡氏（？-1916），末代慶親王载振之嫡福晉。

## 延伸閱讀
[在维基数据编辑]
 《清史稿·卷389》，出自趙爾巽《清史稿》